# Luftstraßenkontrollzentrale Berlin

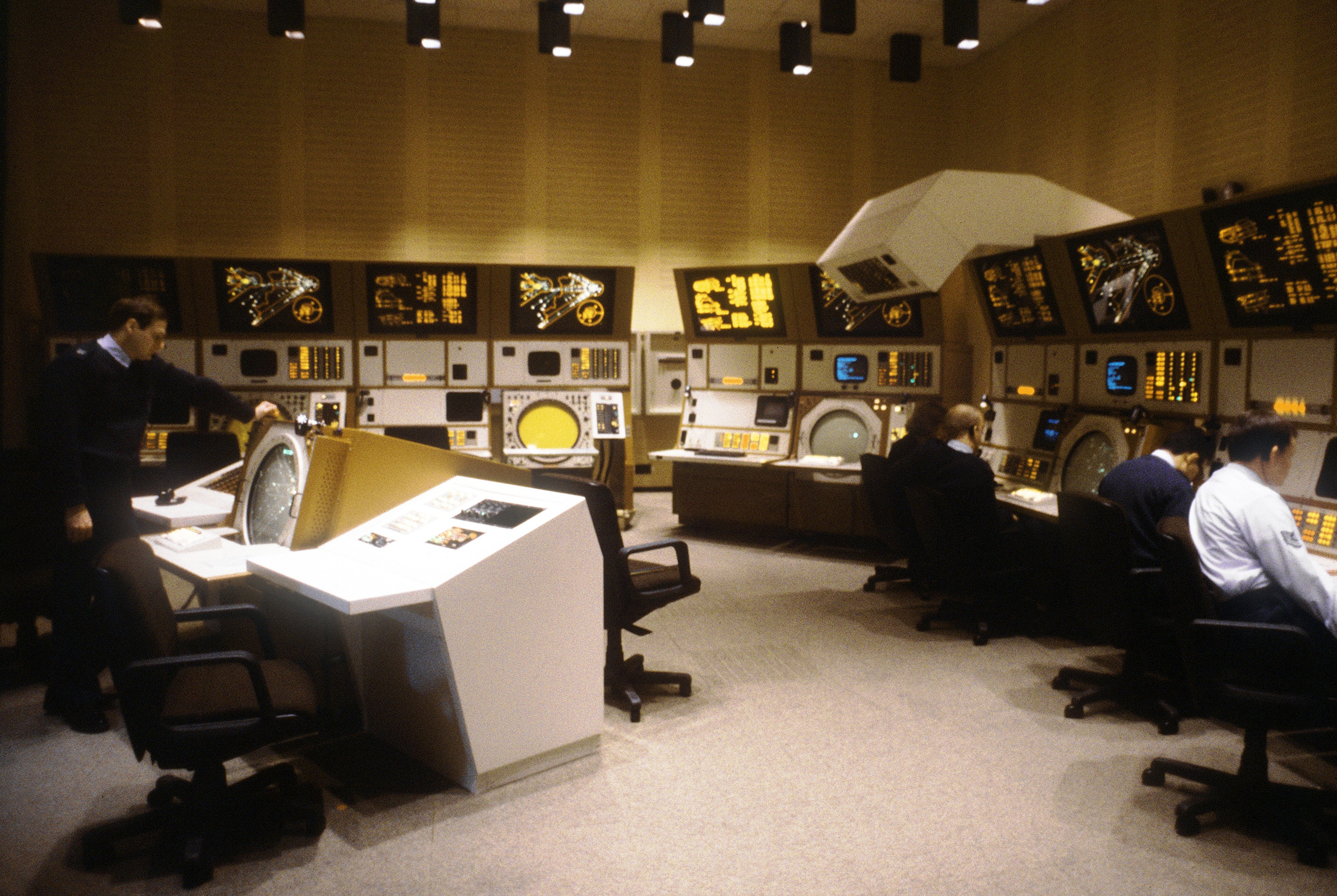
Das Berlin Air Route Traffic Control Center (BARTCC) am Flughafen Tempelhof 1987

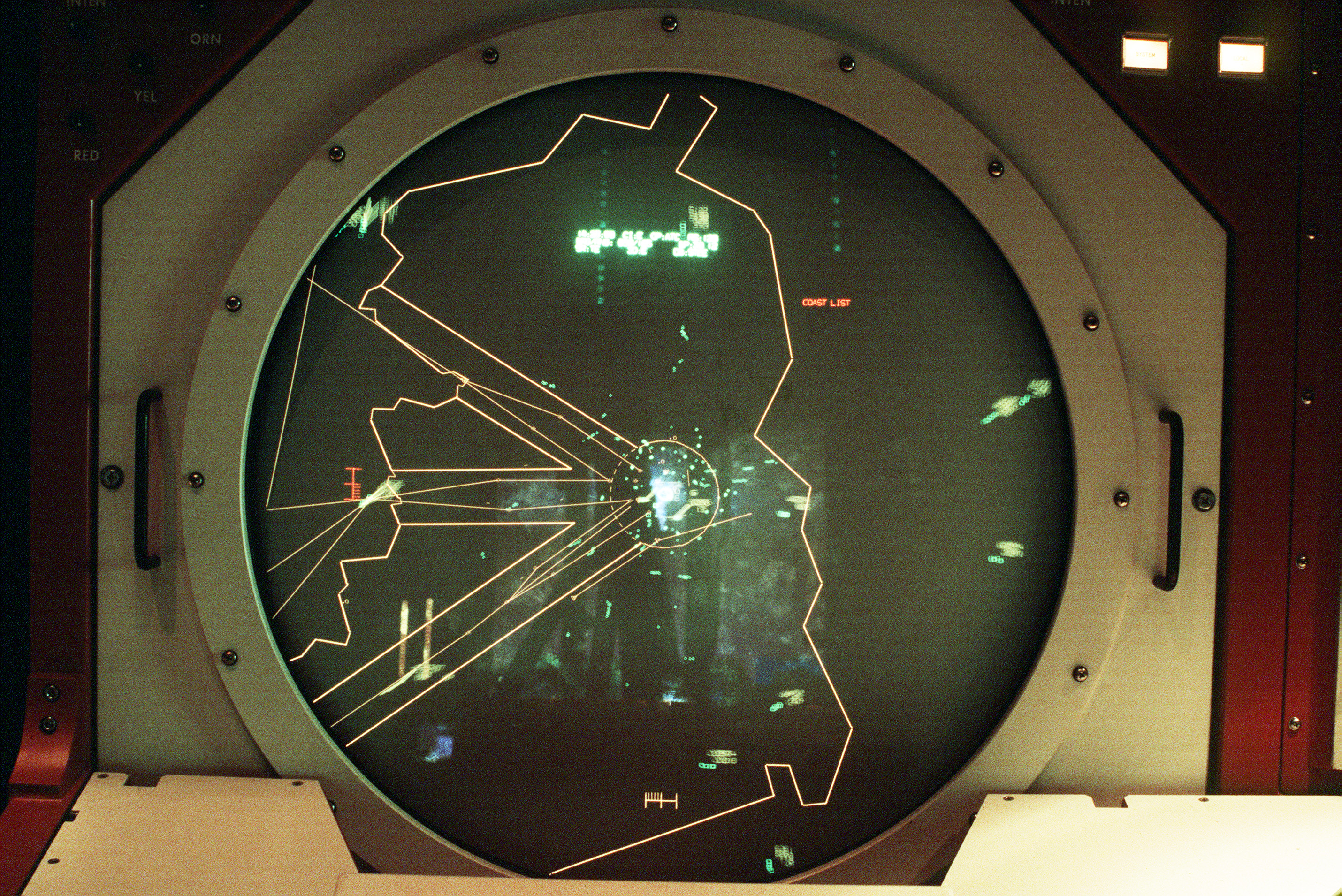
Display des AN/GPN-22 (Hi-PAR)-Anflugradars der Luftverkehrskontrolle 1986

Die Luftstraßenkontrollzentrale Berlin, auch Luftverkehrskontrollzentrum Berlin, englisch: Berlin Air Route Traffic Control Center (BARTCC), war von 1949 bis 1990 eine Behörde der drei Westalliierten Vereinigte Staaten von Amerika, Großbritannien und Frankreich auf dem militärischen Teil des Flughafens Tempelhof (Tempelhof Air Base) im US-Sektor von West-Berlin, die den Flugverkehr durch die Luftkorridore und den Raum Berlin überwachten und kontrollierten. Sie umfassten somit die Flugverkehrsdienste (ATS) für Flüge in die sowjetische Zone. 
In der alliierten Luftsicherheitszentrale Berlin, englisch: Berlin Air Safety Center (BASC), mussten alle Flüge in der Berliner Kontrollzone (BCZ) und durch die Luftkorridore mindestens zwei Stunden zuvor angemeldet und von den Vertretern der vier Mächte freigegeben werden. Stimmte eine von diesen nicht zu, stempelte sie die entsprechende Flugsicherheitskarte mit „Sicherheit des Fluges nicht garantiert“, was zumeist von sowjetischer Seite geschah. Dies verhinderte solche Flüge nicht, jedoch geschahen diese auf eigene Gefahr und unterlagen immer noch der tatsächlichen Flugsicherung durch die Luftstraßenkontrollzentrale Berlin (englisch: Berlin Air Route Traffic Control Center (BARTCC)). Die Luftstraßenkontrollzentrale Berlin (BARTCC) erteilte den Fluglotsen im zuständigen Tower die Start- und Korridoreinflugerlaubnis an den Piloten. Die US-amerikanischen Fluglotsen wechselten in der Regel im zwei- bis dreijährigen Turnus. In den 1980er Jahren war das BARTCC mit rund 46 US-Fluglotsen, fünf französischen und vier britischen Fluglotsen besetzt.
Nach der Wiedervereinigung Deutschlands 1990 und dem Ende des Kalten Krieges wurde die Behörde am 31. Dezember 1992 unter alliierter Kontrolle offiziell aufgelöst und befand sich seit dem 1. Januar 1991 bereits unter der Aufsicht der Bundesanstalt für Flugsicherung (BFS). Bis zum 22. Juni 1994 unterstützten zuletzt noch 36 Soldaten der United States Air Force im Rahmen einer logistischen Unterstützungsgruppe die BFS bzw. deren Nachfolgeeinrichtung Deutsche Flugsicherung (DFS) zum Aufbau einer neuen Struktur des ostdeutschen Luftraums. Endgültig eingestellt wurde das Berlin Air Route Traffic Control Center zum 31. Dezember 1994.